# Slovenija na Svetovnem prvenstvu v hokeju na ledu 1997
Slovenija je na Svetovnem prvenstvu v hokeju na ledu 1997 C, ki je potekalo med 22. in 28. marcem 1997 v Estoniji, s tremi zmagami, remijem in porazom zasedla drugo mesto ter se s tem uvrstila v skupino B. 

## Postava
- Selektor: Pavle Kavčič
- Vratarji: Stan Reddick, Aleš Petronijevič, Gaber Glavič
- Branilci: Boris Kunčič, Andrej Brodnik, Elvis Bešlagič, Borut Vukčevič, Igor Beribak, Robert Ciglenečki, Bojan Zajc, Valerij Šahraj
- Napadalci: Tomaž Vnuk, Jure Vnuk, Dejan Kontrec, Nik Zupančič, Andrej Razinger, Marko Smolej, Dejan Varl, Ivo Jan, Aleš Sodja, Marjan Gorenc, Toni Tišlar, Peter Rožič

## Tekme

### Predtekmovanje
| 22. marec 1997 | Slovenija | 5–0 | Romunija | Kohtla-Järve |

| Poročilo tekme | Poročilo tekme | Poročilo tekme | Poročilo tekme | Poročilo tekme |
| -------------- | -------------- | -------------- | -------------- | -------------- |
|                |                | (0:0,4:0,1:0)  |                |                |

| 23. marec 1997 | Slovenija | 11–1 | Kitajska | Kohtla-Järve |

| Poročilo tekme | Poročilo tekme | Poročilo tekme | Poročilo tekme | Poročilo tekme |
| -------------- | -------------- | -------------- | -------------- | -------------- |
|                |                | (4:1,3:0,4:0)  |                |                |

| 25. marec 1997 | Ukrajina | 3–2 | Slovenija | Kohtla-Järve |

| Poročilo tekme | Poročilo tekme | Poročilo tekme | Poročilo tekme | Poročilo tekme |
| -------------- | -------------- | -------------- | -------------- | -------------- |
|                |                | (0:1,0:1,3:0)  |                |                |

### Za 1.do 4. mesto
| 27. marec 1997 | Japonska | 1–4 | Slovenija | Talin |

| Poročilo tekme | Poročilo tekme | Poročilo tekme | Poročilo tekme | Poročilo tekme |
| -------------- | -------------- | -------------- | -------------- | -------------- |
|                |                | (0:1,0:0,1:3)  |                |                |

| 28. marec 1997 | Estonija | 3–3 | Slovenija | Talin |

| Poročilo tekme | Poročilo tekme | Poročilo tekme | Poročilo tekme | Poročilo tekme |
| -------------- | -------------- | -------------- | -------------- | -------------- |
|                |                | (1:0,2:2,0:1)  |                |                |